# Микић
Микић је српско и хрватско презиме. Познате особе са овим презименом су:
- Јован Микић Спартак, српски скакач
- Никола Микић, српски фудбалер